# 10211 La Spezia
10211 La Spezia eller 1997 RG3 är en asteroid i huvudbältet som upptäcktes den 6 september 1997 av Monte Viseggi-observatoriet. Den är uppkallad efter den italienska staden La Spezia.
Den tillhör asteroidgruppen Nysa.